# Локджандари
Локджандари (груз. ლოქჯანდარი, азерб. Lökcandar) — село в подчинении сельской административно-территориальной единицы Гугути, Дманисского муниципалитета, края Квемо-Картли республики Грузия со 100 %-ным азербайджанским населением. Находится в юго-восточной части Грузии, на территории исторической области Борчалы.

## История
Название села упоминается в исторических документах 1536 года под названием Джандар (азерб. Candar). Первая перепись населения в селе была проведена в 1870 года, во время переписи населения региона.

### Топоним
Название села  произошло от названия двух древних тюркских слов - Лёк (горб одногорбого верблюда- схожий с горной вершиной "Лёк дагы" села Локджандари ) -  и Джандар ( "Джан" - это душа, "Дар" - хранитель) т.е. " Хранитель  Лёка ".   . Село Локджандари - пограничное село с другой страной.

## География
Село расположено на северном склоне горы Лек, в 32 км к юго-востоку от районного центра Дманиси, на высоте 1450 метров от уровня моря.
Граничит с городом Дманиси, селами Камишло, Гора, Гугути, Сакире, Амамло, Ангревани, Мамишло, Сафарло, Безакло, Ткиспири, Мтисдзири, Земо-Орозмани, Квемо-Орозмани, Ваке, Джавахи, Дунуси, Далари, Гантиади, Патара-Дманиси, Укангори, Машавера, Диди-Дманиси и Вардисубани Дманисского Муниципалитета и Поладаури, Самцевриси и Шуа-Болниси Болнисского Муниципалитета.

## Население
По данным Государственного статистического комитета Грузии, согласно официальной переписи 2002 года, численность населения села Локджандари составляет 258 человек и на 100 % состоит из азербайджанцев.

## Экономика
Население в основном занимается овцеводством, скотоводством и овощеводством.

## Достопримечательности
- Средняя школа (построена в 1917 году.[7])

## Известные уроженцы
- Адил Зейналов —  педагог, директор средней школы Локджандари, Ветеран II Мировой Войны - Орден Отечественной войны II степени.
- Алихан Душгюн — поэт.[7]
- Уроженкой села была мать классика азербайджанского театра Ибрагима Исфаханлы — Молла Масма.